# Dichostates quadripunctatus
Dichostates quadripunctatus là một loài bọ cánh cứng trong họ Cerambycidae.